# 27522 Lenkenyon
27522 Lenkenyon este un asteroid din centura principală de asteroizi.

## Descriere
27522 Lenkenyon este un asteroid din centura principală de asteroizi. A fost descoperit pe 27 aprilie 2000 la Socorro, New Mexico, în cadrul proiectului LINEAR. Asteroidul prezintă o orbită caracterizată de o semiaxă mare de 2,64 ua, o excentricitate de 0,06 și o înclinație de 3,3° în raport cu ecliptica.